# Poolankinar
Poolankinar es una ciudad censal situada en el distrito de Tirupur en el estado de Tamil Nadu (India). Su población es de 4849 habitantes (2011). Se encuentra a 67 km de Tirupur y a 57 km de Coimbatore.

## Demografía
Según el censo de 2011 la población de Poolankinar era de 4849 habitantes, de los cuales 2103 eran hombres y 2746 eran mujeres. Poolankinar tiene una tasa media de alfabetización del 86,65%, superior a la media estatal del 80,09%: la alfabetización masculina es del 91,95%, y la alfabetización femenina del 82,66%.